# Elezioni presidenziali in Macedonia del Nord del 2019
Le elezioni presidenziali in Macedonia del Nord del 2019 si sono tenute il 21 aprile (primo turno) e il 5 maggio (secondo turno).

## Contesto
Si è trattato delle prime elezioni presidenziali dopo la conclusione con la Grecia dell'accordo di Prespa, avvenuta il 17 giugno 2018 per risolvere la controversia sul nome della Repubblica di Macedonia. Il 30 settembre i termini dell'accordo erano stati sottoposti a referendum: sebbene l'affluenza non avesse raggiunto il quorum richiesto per la validità della consultazione, la maggioranza dei votanti si era espressa a favore delle modifiche previste dall'accordo.
L'11 gennaio 2019 l'Assemblea macedone aveva così approvato il cambiamento della denominazione del Paese in Macedonia del Nord, con il voto favorevole dei Socialdemocratici e dell'Unione Democratica per l'Integrazione, rappresentante della minoranza albanese; avevano votato a favore anche otto esponenti del Partito Democratico per l'Unità Nazionale Macedone, successivamente espulsi. Il presidente in carica Gjorge Ivanov si era rifiutato di promulgare la legge, firmata tuttavia dal presidente dell'Assemblea Talat Xhaferi.

## Risultati
| Stevo Pendarovski           | Unione Socialdemocratica di Macedonia              | 323 709 | 44,78 | 435 656 | 53,58 |  |  |  |
| Gordana Siljanovska-Davkova | Partito Democratico per l'Unità Nazionale Macedone | 319 224 | 44,16 | 377 446 | 46,42 |  |  |  |
| Blerim Reka                 | Indipendente                                       | 79 921  | 11,06 |         |       |  |  |  |
| Totale                      | Totale                                             | 722 854 | 100   | 813 102 | 100   |  |  |  |
|                             |                                                    |         |       |         |       |  |  |  |
| Voti non validi             | Voti non validi                                    | 32 811  | 4,34  | 30 407  | 3,60  |  |  |  |
| Votanti                     | Votanti                                            | 755 665 |       | 843 509 |       |  |  |  |